# Paka pri Velenju
Paka pri Velenju je naselje u slovenskoj Općini Velenju. Paka pri Velenju se nalazi u pokrajini Štajerskoj i statističkoj regiji Savinjskoj. 

## Stanovništvo
Prema popisu stanovništva iz 2002. godine naselje je imalo 398 stanovnika.